# Miłosz Kotarbiński

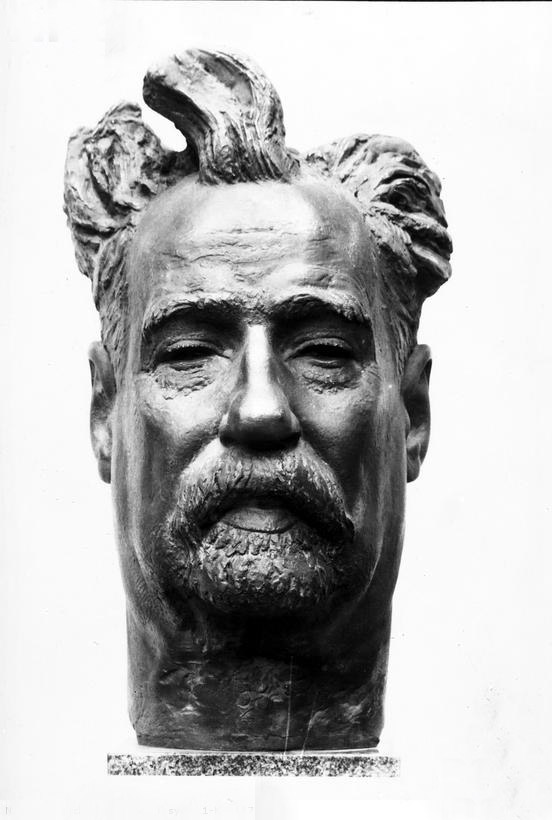
Miłosz Kotarbiński dłuta Alfonsa Karnego, 1935

Miłosz Kotarbiński (ur. 25 stycznia 1854 w Czemiernikach, zm. 27 października 1944 w Grodzisku Mazowieckim) – polski malarz, rysownik, krytyk literacki, poeta, śpiewak i kompozytor. Brat Józefa.

## Życiorys
Studia odbył w Warszawie u Wojciecha Gersona i Aleksandra Kamińskiego. Od 1875 studiował na Cesarskiej Akademii Sztuk Pięknych w Petersburgu pod kierunkiem Michaiła Clodta i Pawła Czistiakowa. W trakcie studiów trzykrotnie otrzymał srebrny medal (1872, 1878, 1879) oraz złoty medal za obraz Wulkan Prometeusza, przykuty do skał Kaukazu, omywanych falami, w obecności Siły i Władzy (1881). Akademię ukończył w 1882 z tytułem artysty I klasy za obraz Chory kniaź Pożarski przyjmuje posłów moskiewskich. Potem udał się do Rzymu.
Po powrocie do Warszawy w 1883 został nauczycielem rysunku i malarstwa w szkołach warszawskich, później profesorem w Miejskiej Szkole Rysunkowej w Warszawie. W latach (1887–1891) był kierownikiem artystycznym „Tygodnika Illustrowanego”. W 1892 założył prywatną szkołę malarską dla kobiet. W maju 1909 uczestniczył w jury konkursu na pomnik Chopina w Warszawie. W 1905 został profesorem warszawskiej Szkoły Sztuk Pięknych, następnie dyrektorem tej uczelni od 1924 do 1927. Był pracownikiem Rady Komisji Odbudowy Kraju i Racjonalnego Budownictwa Tymczasowej Rady Stanu.
Okresowo mieszkał w Chrzęsnem. Był mężem Ewy Koskowskiej, pianistki, uczennicy Aleksandra Michałowskiego. Miał czterech synów: Tadeusza, Mieczysława, Janusza oraz Kazimierza.

## Twórczość
Początkowo zajmował się malarstwem historycznym, później pejzażowym. Czasami malował też sceny religijne i fantastyczne. Jego wcześniejsze dzieła wykazują wyraźny wpływ Jana Matejki. Obrazy Kotarbińskiego znajdują się w muzeach rosyjskich i galerii w Zagrzebiu, stolicy Chorwacji.
W 1929 roku zaprojektował wzór monety jednozłotowej.

## Ważniejsze dzieła
- Chory książę Pożarskij przyjmuje moskiewskich posłów (Muzeum m. Omsk, Rosja)
- Pod strażą aniołów;
- Trytony;
- Portret żony Ewy Koskowskiej Kotarbińskiej (1891), obraz zaginiony w 1939.

## Ordery i odznaczenia
- Krzyż Komandorski Orderu Odrodzenia Polski – 10 listopada 1938 „za zasługi na polu sztuki”[4]
- Krzyż Oficerski Orderu Odrodzenia Polski – 2 maja 1923 „za zasługi, położone dla Rzeczypospolitej Polskiej na polu sztuki”[5]